# José Vargas Lleras
José Antonio Vargas Lleras (?) es un abogado mercantilista, periodista, catedrático, diplomático y columnista colombiano.
Vargas Lleras inició su carrera como columnista del periódico El Tiempo, con la sección Don Casimiro. Entre 1991 y 1993 fue director de la oficina comercial de Colombia en Madrid del entonces Ministerio de Desarrollo Económico, durante la presidencia de César Gaviria. Entre 1994 y 1998 ocupó la secretaría privada del presidente Ernesto Samper, de quien fue uno de sus más férreos defensores.
En 1999, luego de ocupar la embajada en Bruselas, Lleras inició su etapa en el sector energético colombiano, siendo gerente de la Empresa de Energía de Bogotá gracias al entonces alcalde Enrique Peñalosa (hijo del exministro Enrique Peñalosa Camargo), siendo confirmado en el cargo por los alcaldes Antanas Mockus y Luis Eduardo Garzón. Desde el 2006 es el gerente de la empresa Enel Codensa, siendo el responsable del fluido eléctrico en la ciudad y sector aledaños de la capital colombiana.
Vargas Lleras es catedrático de Derecho Económico de la Universidad Externado de Colombia, de la cual es egresado como especialista en Servicio Públicos.

## Familia
José Antonio Vargas Lleras es miembro de la aristocracia bogotana, siendo hijo del político Germán Vargas Espinosa y de su esposa, la excongresista Clemencia Lleras de la Fuente. Es el segundo de tres hijos, siendo su hermano mayor el exvicepresidente Germán Vargas Lleras, y su hermano menor el abogado Enrique Vargas Lleras. Los hermanos eran conocidos en los años noventa como "Los Lleritas".
Respecto a la relación con sus hermanos, la cercanía con Ernesto Samper lo distanció de sus hermanos Germán y Enrique, quienes tomaron distancia de José Antonio cuando fue posesionado como secretario privado de Samper en 1994.
Su madre era hija del expresidente de Colombia Carlos Lleras Restrepo y de su esposa, Cecilia de la Fuente, siendo también hermana del político Carlos Lleras de la Fuente. Carlos Lleras a su vez era primo segundo del expresidente Alberto Lleras Camargo, hijo del científico Federico Lleras Acosta y bisabuelo del político Lorenzo María Lleras.